# Miss Monde 2010
Miss Monde 2010, est la 59e élection de Miss Monde qui s'est déroulée le 30 octobre 2010 au Crown Convention Center à Pékin en Chine.
L'américaine Alexandria Mills succède à Kaiane Aldorino Miss Monde 2009.
L'élection suivante est Miss Monde 2011.

## Résultats

### Classements
| Résultats finales | Candidates |
| ----------------- | --- |
| Miss Monde 2010   | - États-Unis - Alexandria Mills |
| 1re dauphine      | - Botswana - Emma Wareus |
| 2e dauphine       | - Venezuela - Adriana Vasini |
| 3e dauphine       | - Irlande - Emma Britt Waldron |
| 4e dauphine       | - Chine - Tang Xiao |
| 5e dauphine       | - Norvège - Mariann Birkedal |
| 6e dauphine       | - Italie - Giada Pezzaioli |
| Top 25            | - Bahamas - Braneka Bassett - Canada - Denise Garrido - Colombie - Laura Palacio - France - Virginie Dechenaud - Polynésie française - Mihilani Teixeira - Allemagne - Susanna Kobylinski - Kenya - Natasha Metto - Mongolie - Sarnai Amar - Namibie - Odile Gertze - Pays-Bas - Desirée van den Berg - Irlande du Nord - Lori Moore - Paraguay - Egni Eckert - Porto Rico - Yara Lasanta - Russie - Irina Charipova - Sainte-Lucie - Aiasha Gustave - Écosse - Nicola Mimnagh - Afrique du Sud - Nicole Flint - Thaïlande - Sirirat Rueangsri |

### Reines de beauté des continents
| Continent      | Candidate                     |
| -------------- | ----------------------------- |
| Afrique        | Botswana - Emma Wareus        |
| Asie & Océanie | Chine - Tang Xiao             |
| Amérique       | États-Unis - Alexandria Mills |
| Caraïbes       | Sainte-Lucie - Aiasha Gustave |
| Europe         | Irlande - Emma Britt Waldron  |